# Newport (Karolina Południowa)
Newport – jednostka osadnicza w Stanach Zjednoczonych, w stanie Karolina Południowa, w hrabstwie York.